# Dornier Do X

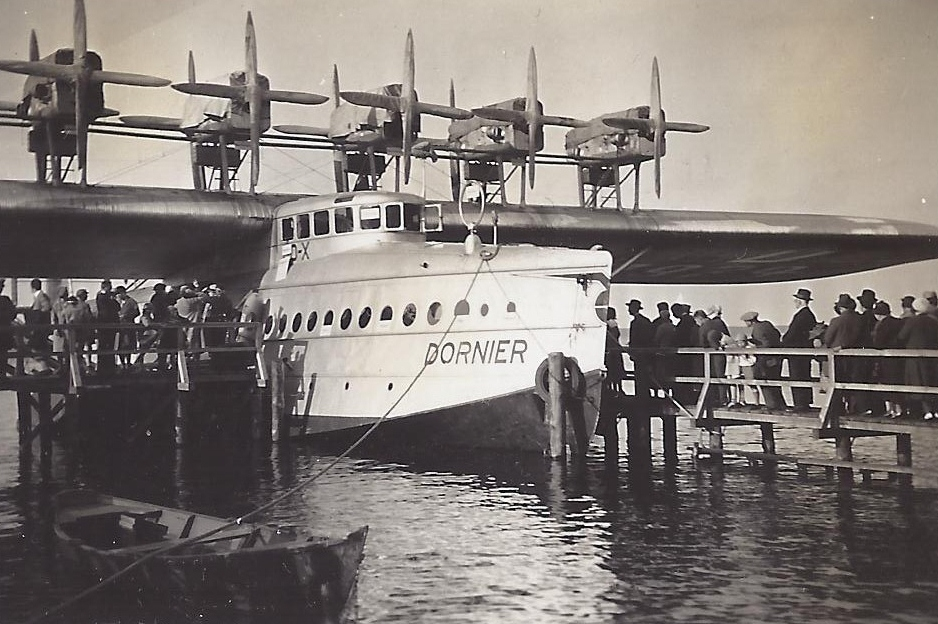
Do X (Дo X) — на озере Müggelsee (Mюггелcee) (Берлин — Германия) Май 1932

Дорнье Do X (нем. Dornier Do X) — немецкая пассажирская летающая лодка фирмы Dornier. Предназначалась для эксплуатации на дальних пассажирских авиалиниях. Первый полёт состоялся в 1929 году. 20 октября в ходе 40-минутного демонстрационного полёта этот самолёт взлетел с Боденского озера с 169 пассажирами на борту. Этот рекорд остался непревзойдённым в первой половине XX века. Из-за невысоких лётных характеристик самолёт на линии не вышел — лишь совершил в 1930—1932 годах несколько демонстрационных полётов в Африку, Северную и Южную Америку.

## Особенности

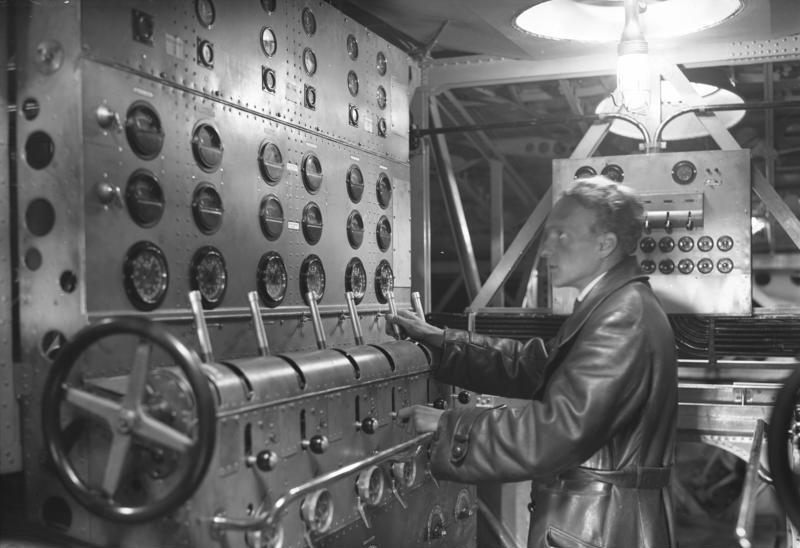
Бортинженер управляет шестью двигателями правого борта самолёта

Почти все приборы и прочие устройства, регулирующие работу двенадцати двигателей лодки, находились не как обычно, перед пилотами, а в специальной машинной централи. Бортинженер, находящийся в ней, запускал двигатели, и после прогрева подключал к управлению ими два рычага, находившихся в кабине пилотов. Каждый из рычагов управлял во всех диапазонах одновременно всеми шестью двигателями одного из бортов, а на одном общем тахометре для шести двигателей одного из бортов показывались их усреднённые обороты. При этом пилот освобождался от наблюдения за всеми остальными параметрами работы двигателей.
Бортинженер мог по какой-либо причине отключать двигатели от общей для них системы регулировки. После этого в кабине пилотов загоралась сигнальная лампочка.
Так же имелись средства связи между кабиной пилотов и машинной централью.

## Лётно-технические характеристики
Источник данных: «Уголок неба»

Технические характеристики
- Экипаж: 5 человек
- Пассажировместимость: 160 пассажиров
- Длина: 40,05 м
- Размах крыла: 48,0 м
- Высота: 10,1 м
- Площадь крыла: 454,0 м²
- Масса пустого: 28 250 кг
- Нормальная взлётная масса: 52 000 кг
- Объём топливных баков: 23 300 л
- Силовая установка: 12 × жидкостного охлаждения поршневой Curtiss Conqueror
- Мощность двигателей: 12 × 640 л. с. (12 × 470 кВт)

Лётные характеристики
- Максимальная скорость: 210 км/ч
- Крейсерская скорость: 175 км/ч
- Посадочная скорость: 120 км/ч
- Практическая дальность: 2300 км
- Практический потолок: 1250 м
- Скороподъёмность: 1,2 м/с

Схема самолёта.

- Время набора высоты: 1000 м за 14 мин.
- Нагрузка на крыло: 114,5 кг/м² (расч.)
- Тяговооружённость: 108,5 Вт/кг (расч.)